# Heath (Alabama)
Heath – miasto w Stanach Zjednoczonych, w stanie Alabama, w hrabstwie Covington. W roku 2023 miasto zamieszkiwało 241 osób, a gęstość zaludnienia wynosiła 103,4 osoby/km².